# Lars Hiertafjellet
Lars Hiertafjellet è una montagna situata nell'arcipelago delle Svalbard, in Norvegia. Il rilievo misura 876 metri sul mare.
Si trova a sud rispetto al rilievo Sarkofagen.
Il nome rimanda a Lars Johan Hierta, fondatore del quotidiano svedese Aftonbladet.